# Fjerritslev
 Ikke at forveksle med Ferritslev.
Fjerritslev er en forhenværende stationsby i Han Herred med 3.360 indbyggere  (2024), beliggende i Kollerup Sogn. Byen hører til Jammerbugt Kommune og ligger i Region Nordjylland. Fjerritslev er beliggende 16 kilometer vest for Brovst og 42 kilometer øst for Thisted.
I Fjerritslev finder man bl.a. butikker, kirke, bibliotek, lokal museum og biograf. Endvidere ligger Fjerritslev Gymnasium i byen. Udover disse seværdigheder er der kort afstand fra Fjerritslev til både Skagerrak og Limfjorden.

## Historie
Fjerritslev omtales 1552 under navnet Fierittzløff, og er formentlig opstået som landsby i middelalderen.
I 1682 havde Fjerritslev 20 gårde og 14 huse med jord, i alt 416,1 tdr. land dyrket jord skyldsat til 69,18 tdr. hartkorn; den var da Kollerup sogns største landsby. Dyrkningsformen var græsmarksbrug uden tægter.
I 1830-erne anlagdes landevejen fra Nørresundby til Thisted, og dermed igangsattes stedets udvikling: Kollerup kro blev flyttet her til, et postekspeditionssted blev oprettet, og byen blev knudepunkt for diligenceruterne Nørresundby-Thisted og Fjerritslev-Aggersund. Omkring 1875 havde stedet postekspedition, telegrafstation, dampbrænderi og kro. I 1887 oprettedes en skole, 1888 et andelsmejeri.
Ved århundredeskiftet havde byen drenge- og pigeskole, realskole, amtssygehus (opført 1893-94, 18 senge), apotek (oprettet i 1824 i Kettrup flyttet til byen i 1898), distriktsdyrlægebolig, Fjerritslev Bank (oprettet 1899), missionshus (opført 1896), gæstgiveri, afholdshjem, jernstøberi og maskinfabrik, uldspinderi, teglværk, købmandsforretninger osv., markedsplads (3 markeder, i marts, juli og oktober), jernbane- og telegrafstation, postkontor og sessionssted for lægd 542-53.
I 1897 åbnedes privatbanen Nørresundby-Fjerritslev, videreført til Thisted i 1904. Dette stimulerede yderligere byudviklingen: byen fik en bank i 1898, realskole i 1905, filialkirke i 1907, tinghus i 1909 og nyt sygehus i 1922. Samtidig voksede byens næringsliv: i 1924 omfattede det et jernstøberi, maskinfabrik, cementstøberi, en kemisk fabrik (Astra), desuden et stort antal forretningsdrivende, håndværkere, tjenesteydende. I mellemkrigstiden fortsatte udviklingen med skoler, missionshus 1935, andelssvineslagteri 1932. I 1930 opgjordes indbyggernes fordeling efter næringsvej således: 181 levede af landbrug m.m., 480 af industri og håndværk, 238 af handel og omsætning, 128 af transport m.m., 119 af tjenesteydelser, 178 ved husgerning, 163 var ude af næring, 15 havde ikke opgivet næringsvej.
Indbyggertallet voksede støt gennem det 20. århundrede:
| År   | Antal boliger | Antal indbyggere |
| ---- | ------------- | ---------------- |
| 1901 |               | 641              |
| 1906 |               | 788              |
| 1911 |               | 965              |
| 1916 | 251           | 1.103            |
| 1921 | 197           | 1.082            |
| 1925 | -             | 1.445            |
| 1930 | 383           | 1.502            |
| 1935 | 458           | 1.667            |
| 1940 | -             | 1.700            |
| 1945 | 548           | 1.811            |
| 1950 | -             | 1.898            |
| 1955 | 633           | 1.935            |
| 1976 | -             | 2.552            |
| 1981 | -             | 2.780            |
| 1986 | -             | 2.958            |
| 1989 | -             | 3.208            |
| 1996 | -             | 3.295            |
| 2000 | -             | 3.334            |
| 2004 | -             | 3.377            |
| 2008 | -             | 3.361            |